# Асиломар
Асиломар (англ. Asilomar от исп. asilo al mar — убежище у моря) — конференц-центр, пляж, заповедник и поселение. Построен для Христианской ассоциации молодых женщин (YWCA, не путать с YMCA). Расположен к востоку от Мосс-Бич на западной оконечности полуострова Монтерей в Тихоокеанской роще, штат Калифорния. В 1913—1929 годах архитектор Джулия Морган спроектировала и построила 16 зданий на территории, 11 из которых сохранились до наших дней. В 1956 году он стал частью Государственного отдела пляжей и парков Департамента природных ресурсов Калифорнии, а Пляж Мосс был переименован в Государственный пляж Асиломар. Это родина народа Рамсон Олоне.

## История
До 1911 года ежегодная конференция YWCA Тихоокеанского побережья проводилась в отеле Капитола в Калифорнии. Из-за нехватки места комитет YWCA убедил Тихоокеанскую компанию по улучшению Тихоокеанской рощи в Калифорнии договориться о выделении места для лагеря YWCA. В начале 1913 года началось проектирование и строительство. Общий зал и жилые помещения на 300 девушек открылись в 1928 году.
Победителем в конкурсе архитектурных проектов стала Хелен Солсбери, студентка из Стэнфорда, она предложила слитное название из двух испанских слов: asilo (убежище) и mar (море).
Асиломар был объявлен Национальным историческим памятником в 1987 году за его роль в женском отдыхе, развитии YWCA и курортной природе соседнего Монтерея, Калифорния .
|  |

## Современный Асиломар
Официальное название территории — «Пляж штата Асиломар и конференц-залы», оно принадлежит паркам штата Калифорния. В настоящее время он используется в основном как конференц-центр, но также открыт для индивидуальных гостей и часто используется для семейных встреч и других общественных мероприятий.
С 1956 по 1994 год несколько некоммерческих корпораций управляли площадками для конференций в сотрудничестве с парками штата Калифорния. Компания Delaware North Companies Parks and Resorts управляла парком с 1997 по 2007 год на основании концессионного соглашения. Арамарк выиграл новый 20-летний контракт на эксплуатацию в январе 2009 года и начал работать там в сентябре того же года.
Чтобы сохранить деревенскую атмосферу курорта, в номерах нет телефонов или телевизоров, но недавно провели Wi-Fi.

## Конференции
Основные международные конференции прошедшие в Асиломаре:
- 1972 — Конференция по экспериментальному ЯМР[7].
- 1975 — конференция по рекомбинантной ДНК.
- 1994 — критическая оценка методов прогнозирования структуры белка.
- 2010 — Международная конференция Asilomar по климатическим технологиям.
- 2014 — Международная комиссия по истории геологических наук, 39 симпозиум.
- 2017 - Конференция по полезному искусственному интеллекту (Управление возможностями ИИ)
- 2017 — Конференция «Будущее жизни»[8].
- [уточнить]

## В культуре
Фильм Уэйна Дайера «Сдвиг» (2009) был снят на государственном пляже Асиломар и на территории конференции Асиломар.